# Эра милосердия (роман)
«Э́ра милосе́рдия» — детективный роман братьев Вайнеров о борьбе московской милиции и прокуратуры с уголовными элементами, расплодившимися во время войны и послевоенной разрухи. Впервые одним изданием (а не отдельными фрагментами в литературно-художественном журнале) полный текст романа был опубликован военным издательством Министерства обороны СССР в серии «Военные приключения» по причине целого ряда цензурных ограничений, налагавшихся органами внутренних дел и государственной безопасности (чит. ниже). Для того, чтобы удовлетворить требованиям включения романа в серию «Военные приключения», текущие события в романе нередко перемежаются с воспоминаниями главного героя о фронтовых эпизодах его биографии.
В основу произведения легла реальная история банды Ивана Митина из Красногорска в художественной переработке авторов.

## Аннотация
Действие происходит в августе—ноябре 1945 года в Москве. Великая Отечественная война окончена. Владимир Шарапов, фронтовик, от имени которого написан роман, направлен для прохождения дальнейшей службы в милицию. Хотя Шарапов опытный разведчик, его юридические знания невелики. Поэтому его для учёбы и стажировки назначают в одну из оперативных групп Московского уголовного розыска (МУР). Эта группа возглавляется Глебом Жегловым и входит в отдел по борьбе с бандитизмом (ОББ).
Группа Жеглова должна ликвидировать банду «Чёрная кошка». Банду так называют потому, что после каждого дела они оставляют на месте преступления либо живого чёрного котёнка, либо рисунок кошки. Эта банда раньше грабила граждан, но с некоторого времени переключилась на другой «род деятельности» — теперь бандиты «работают» по-крупному и грабят продуктовые магазины.
Одновременно группа в лице своего руководителя Жеглова регулярно контактирует со следователем прокуратуры, который контролирует ход расследования убийства гражданки Ларисы Груздевой. Дело об убийстве Груздевой досталось Жеглову случайно, поскольку на следующий день после её убийства, 21 сентября 1945 года, они с группой дежурили по городу и первыми прибыли по вызову на место происшествия. Сам Жеглов отрицательно относится к тому, что ему и его людям приходится заниматься расследованием разнообразных преступлений не по направлению основной работы и помимо оперативных выполнять ещё и следственные мероприятия, которыми, по его мнению, должна заниматься сама прокуратура, но по долгу службы, будучи упорным в достижении поставленных целей и уже назначив для себя главного подозреваемого, он с азартом берётся за работу, полагая при этом, что дело плёвое. Впоследствии для разыскников становится очевидным, что расследуемое дело об убийстве и дело банды «Чёрная кошка» каким-то образом связаны между собой. Как именно — это им предстоит выяснить, чтобы распутать оба дела.

## Главные персонажи

### Группа Жеглова
- Глеб Георгиевич Жеглов — 26 лет, капитан милиции, старший оперуполномоченный, начальник оперативной бригады отдела МУРа по борьбе с бандитизмом. Комсомолец, заместитель председателя комсомольской организации Московской милиции (на собрании КСМ заседает в президиуме). Высокого роста, ловок, подвижен, исключительно представительной внешности, быстрые карие глаза навыкате. Смуглая кожа, иссиня-чёрные волосы. Очень широк в плечах. Носит штатный «Парабеллум» в кобуре на брючном ремне — надев галифе, уже вооружён. С пистолетом не расстаётся, даже когда спит — поставив на предохранитель, кладёт его под подушку. Одна из черт его характера — самолюбование. Перфекционист во всём, начиная с блеска сапог, которые полирует беспрестанно, и заканчивая импровизированным соревнованием на уборке картошки. Поэтому он до дерзости смел, невероятно трудоспособен, но к людям относится как к расходному материалу. Эту черту в нём подметил Груздев, сказавший Шарапову: «…он через кого хочешь переступит. Доведётся — и через тебя тоже». Не женат, но с кем-то встречается по вечерам, проживает в милицейском общежитии на Башиловке. Признался, что рос без отца (тот уехал из деревни на заработки), и кроме него в семье было четверо детей. Окончил девятилетнюю школу и ССШМ («три коридора»). На милицейскую службу попал по комсомольскому распределению (так же, как впоследствии Шарапов). В МУРе уже пять лет. Отличник милиции. Готовится к поступлению на заочное отделение юридического факультета (чтобы занять должность начальника отдела и продолжить карьеру на вышестоящих должностях, ему, к уже имеющемуся, требовалось наличие высшего образования), в совершенстве знает целые разделы административного, уголовного и процессуального законодательства, касающиеся уличной и бытовой преступности, тяжких и особо тяжких преступлений. Когда представляется возможность записать на свой счёт раскрытие какого-либо преступления не по своей компетенции, даже если раскрыто оно было не им, незамедлительно этим пользуется под предлогом милицейской солидарности («одно дело делаем»), но при этом порой проявляет необычайную щедрость, заставляющую Шарапова чувствовать себя «крохобором». «Что-то в нём всё же есть такое, в чертяке!», — восхищённо мыслит о нём Шарапов.
- Владимир Иванович Шарапов — 22 года, старший лейтенант, сначала стажёр, а затем оперуполномоченный. Фронтовик, на войне с первых дней до её окончания, командовал ротой разведки. В сентябре 1944 года (под Ковелем) принял командование штрафной ротой. 42 раза ходил за линию фронта. Форсировал Вислу, брал Берлин, расписался на Рейхстаге, встречался с союзниками на Эльбе, войну закончил в Баварии. Был ранен пять раз. Общаясь с бывшими уголовниками, Шарапов в совершенстве освоил блатной жаргон. Комсомолец. Вспыльчив, но отходчивый. От его лица ведётся повествование. Хотя свою внешность почти не описывает, упомянуто, что Шарапов самый низкорослый в их группе, блондин с очень густыми волосами, один из передних зубов сколот или отсутствует (Шарапов говорит о своей щербатости). У него курносый нос и маленькие (по его мнению) глазки — красавцем себя не считает. В группе Жеглова проходит стажировку для последующей аттестации. Живёт у площади Сретенские Ворота, в комнате коммунальной квартиры, в десяти минутах ходьбы от Петровки, 38. Награждён орденом Красного Знамени, орденом Отечественной войны, двумя орденами Красной Звезды, польским крестом «Виртути Милитари», семью медалями: «За отвагу», «За боевые заслуги», «За оборону Москвы», «За оборону Сталинграда», «За освобождение Варшавы», «За взятие Берлина», «За Победу над Германией». Лучше всех сотрудников управления владеет приёмами самбо и рукопашного боя (в импровизированном поединке боролся на равных с инструктором).
- Иван Пасюк — возрастом «за тридцать», оперуполномоченный. Воевал в пехоте, так же, как и Шарапов, прошёл пол-Европы («Плювать мени на заграныцю, я её усю ногами пройшов!»), но на работу в милицию попал раньше и опытен в целом ряде вопросов, а обстоятельства его военной службы не указываются и им самим никогда не упоминаются. Войну, по всей вероятности, окончил сержантом, наградами обделён или же не считает нужным их надевать. Как и Шарапов одет в гимнастёрку. Огромный человек, широкое лицо с усами, руки-лопаты с огромными ладонями. Говорит с характерным украинским выговором. Деликатесной ресторанной пище и изысканным винам предпочитает борщ, сало и «домашнюю горилку». Любитель чистоты и порядка. Всегда неожиданно сметлив, именно он является автором идеи выманивания бандитов из их логова во время следственного эксперимента и он побудил Шарапова разработать комбинацию с телефоном «Ани». На счету Пасюка главные добытые вещдоки по делу (орудие убийства, письмо подозреваемого с угрозой в адрес убитой, справка о снятии ею крупной суммы со счёта в сберкассе и другие). Учится в вечерней школе в шестом классе третий год подряд, причём за неуспеваемость по русской литературе его грозят перевести в пятый, — Жеглов насмехается над своим старшим товарищем, заявляя, будто тому надо в Академию наук, а вовсе не в шестой класс. Единственный достоверно беспартийный в составе группы.
- Николай Тараскин — оперуполномоченный. Член бюро комсомола. Совсем молодой человек, невысокого роста, щуплый. Отсутствие опыта компенсирует старательностью, настырностью и энергичностью. По причине отсутствия опыта ему постоянно достаётся канцелярская работа (писание отчётов за всю группу), которую он терпеть не может и норовит сплавить кому-нибудь другому. Постоянно что-то рассказывает Пасюку, а тот его внимательно слушает. Жена Вера — официантка буфета.
- Григорий Ушивин, по прозвищу «Гриша Шесть-на-Девять» — фотограф управления, неаттестованный сотрудник, по роду деятельности (частый выезд на осмотр мест происшествия с фотофиксацией обстановки) постоянный спутник группы Жеглова. Очень высокого роста, невероятно худ. Держится с важностью, часто принимает напыщенные позы. Когда говорит, откидывает назад голову. Гриша регулярно рассказывает о себе множество историй, ни разу не повторяясь. Из этих историй следует, какой великий человек Гриша Шесть-на Девять. Поэтому Жеглов при знакомстве представляет его не иначе, как «старший сын барона Мюнхгаузена». Хрящеватое лицо, носит очки в роговой оправе, куртку с бархатным воротничком и клетчатую кепку. Испытывает проблемы со зрением — Жеглов намекает, что Гриша не может пройти медкомиссию, чтобы стать оперуполномоченным. Внимательно следит за последними актуальными новостями науки и достижениями научно-технического прогресса, о чём делится с коллегами. В свободное от работы время является горячим болельщиком московского «Динамо» и нештатным фотокорреспондентом ведомственной многотиражной газеты «На боевом посту». Точных сведений о партийности Ушивина не приводится.
- Василий Векшин — оперуполномоченный из Ярославля. Комсомолец. Был прикомандирован к группе Жеглова, поскольку всех жегловцев московский криминалитет знает в лицо. Небольшого роста, тщедушен. Был внедрён в преступную среду, изображал из себя бандитского «шестёрку». На его счету разгромленная банда Яши Нудного. Был убит заточкой в сердце при попытке внедрения в банду «Чёрная кошка», на южной стороне Цветного бульвара. Поскольку он был прикомандированным из провинциального ОУР, а не штатным сотрудником, Жеглов и Свирский были вызваны к начальнику Управления московской милиции для дачи объяснений, поэтому перед внедрением в банду Шарапова были приняты дополнительные меры предосторожности.

### Прокуратура
- Сергей Ипатьевич Панков — пожилой следователь прокуратуры. Носит очень старинные очки с круглыми стёклами, без оправы. Прежде, чем заговорить с человеком, долго рассматривает его поверх очков, будто собирается боднуть. Манера речи с употреблением невероятного множества архаизмов — вышедших из употребления слов и речевых оборотов дореволюционного времени и принципиального неупотребления юридических терминов советского происхождения даже при отдаче распоряжений, выдаёт в нём человека с дореволюционным образованием и стажем работы в царских органах юстиции. Предельно вежлив и тактичен, к собеседникам независимо от возраста (все ключевые герои произведения намного младше его) обращается не «товарищ», не по званию и не по фамилии, как это принято в межведомственных служебных отношениях, а строго по имени-отчеству или «молодой человек», если лично не знаком. По роду деятельности давно и хорошо знаком с Жегловым, по словам которого это «старый розыскной волк», который «таки́е убийства разматывал…», в прежние годы дневал и ночевал в кабинете. По подследственности дело об убийстве Ларисы Груздевой находится у него в производстве.

### Процессуальные лица
- Лариса Груздева — потерпевшая, прежняя жена Груздева. Костюмер и актриса драмтеатра (заштатница). Её убийство и начало его расследования сотрудниками МУРа послужило завязкой сюжета.
- Илья Сергеевич Груздев — единственный подозреваемый (в экранизации - Иван Сергеевич Груздев). Врач, микробиолог, кандидат медицинских наук. Коренной москвич. В годы войны служил военврачом в военных госпиталях, за что отмечен наградным оружием (пистолетом «Байярд», посредством которого было совершено расследуемое преступление). Брак с Ларисой продлился 3 года, затем они разошлись, хотя официально развод не оформили. Продолжал содержать Ларису, хотя уже проживал в формальном браке с другой женщиной, Галиной Желтовской. До окончания допроса на Петровке проходил по делу как свидетель, позже был переквалифицирован в подозреваемого.
- Надежда Колесова — сестра Ларисы, обнаружила её труп. Живёт с матерью.
- Ингрид (Ирина) Карловна Соболевская — подруга и наставница Ларисы. Певица с насыщенным гастрольным графиком. Овдовела в 1941 году (муж погиб в ополчении). Была любовницей Фокса, но позже они расстались.
- Галина Желтовская — новая жена Груздева. Научный работник (соискательница), с мужем познакомилась, работая у него ассистенткой.
- Арнольд Зелентул — поклонник Ларисы, письма которого были обнаружены Пасюком в её квартире. В качестве возможного подозреваемого не рассматривался.

## Персонажи второго плана

### Работники МУРа и милиции города
- Иван Алексеевич Копырин — пожилой водитель милицейского автобуса (в первой публикации в журнале "Смена" -и экранизации романа — Копытин). Работает в милиции водителем на протяжении многих лет. Курит самосад. Шутники из МУРа называют трофейный, латаный-перелатаный автобус «Опель-Блитц» не иначе, как «Фердинанд». Впрочем, потешаться над автобусом-развалюхой в присутствии водителя воспрещается. Женат. Боится прогневать чем-либо свою жену Катерину.
- Варвара Александровна Синичкина — младший сержант милиции, работник постовой службы, председатель шефской комиссии бюро комсомола. Круглое, нежное, почти детское лицо. Огромные глаза, причём разного цвета: один — серый, а второй — с зеленоватым отливом (возможно, это указывает на наличие гетерохромии). Пухлые губы, на носу — еле заметные веснушки. Тоненькая, стройная и высокая фигурка. Варя — настоящая красавица, а также очень добрая, умная, отзывчивая и ласковая девушка. До войны была студенткой второго курса педагогического вуза. Знакомство Шарапова с Синичкиной было организовано Жегловым, который предоставил в распоряжение Шарапову автобус с водителем, чтобы тот провёл с явно приглянувшейся ему девушкой ещё несколько часов, а сам с оставшимися сотрудниками пошёл пешком («это рядом» — 13,5 км). Впоследствии Жеглов много раз заставлял Шарапова мучиться от ревности по пустякам.
- Топорков — лейтенант милиции. Комсомолец. Смертельно ранен во время засады на Фокса в квартире Верки Модистки. Скончался на операционном столе в НИИ СП им. Склифосовского.
- Пётр Соловьёв — старший лейтенант милиции, оперативный дежурный. Комсомолец. Круглое веснушчатое лицо. Выиграл по довоенной государственной облигации пятьдесят тысяч рублей. Соловьёв захотел потратить все деньги на себя и семью, за что был подвергнут Жегловым насмешкам и глумлению. Во время засады для поимки бандита Фокса был сильно напуган последним, дал возможность Фоксу застрелить Топоркова, затем по приказу Фокса лёг на пол и дал бандиту сбежать. Был исключён из комсомола за недостойное комсомольца малодушие, уволен из рядов МУРа за служебное несоответствие и предан суду за проявленную преступную халатность. Уже будучи гражданским лицом, в статусе свидетеля участвовал в опознании Фокса в ресторане «Савой», поскольку знал того в лицо. Женат, есть дети.
- Кондрат Филимонович Мурашко — майор милиции, начальник оперативной бригады отдела МУРа по борьбе с карманными кражами. В МУРе служит 22 года. Щуплый, пожилой, седой человек. Маленькие сухие руки. Старая сатиновая рубашка много раз заштопана, но чиста. По словам Пасюка, «щипачи» его боятся как чёрта, но действует он строго в рамках закона, за что Жеглов называет его «Акакий Акакиевич».
- Лев Алексеевич Свирский — подполковник милиции, начальник отдела борьбы с бандитизмом (ОББ) МУРа, непосредственный начальник Жеглова. Заслуженный работник НКВД. Видит в Шарапове большой потенциал разыскника. Единственный из действующих персонажей оперативников — начальник отдела. Жеглов явно метит на его место, хотя тема карьеризма в романе не педалируется (Жеглов мастерски и весьма целенаправленно делает всё для своего продвижения по службе и занятия места вышестоящего начальника, но ни один его шаг по карьерной лестнице не делается слишком явно, и никто, кроме Бомзе и Груздева, не усматривает в его поведении карьеризма, с другой стороны Свирский предусмотрительно препятствует чрезмерному возвышению своей «правой руки» в глазах начальства, за весь период службы он ни разу не поощрял Жеглова, зато спрашивал с Жеглова он всякий раз по любому поводу). Как и другие оперативники, он заядлый курильщик, причём в кабинете он курит трубку, а на улице — папиросы, обыкновенный «Беломорканал».
- Николай Львович Рабин — заведующий отделом оперативного учёта. Знакомил Шарапова с оперативной картотекой (по личной просьбе Жеглова), хотя права этого делать не имел, поскольку на тот момент Шарапов ещё не был аттестован.
- Китаин — полковник милиции, заместитель начальника МУРа.
- Маханьков — генерал-лейтенант милиции, начальник Управления Московской краснознамённой милиции[1]. Выступил с речью перед работниками милиции на торжественном собрании, посвящённом 28-й годовщине Великой Октябрьской социалистической революции. Кроме того, его имя упоминается в романе лишь однажды Жегловым для острастки подозреваемого.
- Мамыкин — капитан милиции, начальник бригады отдела МУРа по расследованию убийств и тяжких преступлений против жизни и здоровья граждан. Комсомолец. Учится в вечерней школе в седьмом классе, который не может окончить уже который год. Традиционный соперник Жеглова во всех аспектах служебной и внеслужебной деятельности (даже в копке картошки), что не мешает им поддерживать приятельские отношения.
- Сапегин — капитан милиции, заместитель или и. о. начальника 5-го отделения милиции. Комсомолец. Большую часть времени по службе проводит в Краснопресненском районе и окрестностях. Учится в вечерней школе. Подтрунивает над Жегловым во время комсомольского собрания. Как и Жеглов с Мамыкиным, является передовиком труда.
- Стёпа Захаров — оперуполномоченный ОБХСС, секретарь комсомольской организации Московской милиции.
- Боря Шилов — лейтенант милиции, командир комендантского взвода. На смотрах самодеятельности и танцевальных вечерах мастерски играет на аккордеоне. Пригласил Синичкину на медленный танец, но был бескомпромиссно оттеснён Жегловым, который сам пригласил её на вальс.
- Катя Рамзина — сотрудница дежурной части. Комсомолка. Блондинка. Во время войны около тридцати раз сдавала кровь для раненых бойцов. Обладает столь крепким для молодой женщины телосложением, что, по словам Жеглова, «на ней брёвна можно возить». Неравнодушна к Грише Шесть-на-Девять.
- Воробьихин — лейтенант милиции, участковый инспектор.
- Алимов — проводник-кинолог служебной немецкой овчарки по кличке Абрек.

### Соседи Шарапова по коммунальной квартире
- Михаил Михайлович Бомзе — сосед Шарапова по коммунальной квартире на Сретенке. Маленькие руки и ноги при массивном туловище, маленькая лысая голова. Всё это, вдобавок к клетчатому коричневому костюму, заставляет вспомнить старую черепаху в панцире. Его сын, студент консерватории, погиб в ополчении в 1941 году. Жена умерла от горя через 3 дня после получения «похоронки» на сына. Живёт тем, что пишет шутки для газет и журналов. Его профессия так и называется — «юморист-малоформист». Убеждённый трезвенник и сторонник здорового питания. Верит в перспективу искоренения уголовной преступности естественным ходом вещей, благодаря продуманной государственной политике в социально-экономической сфере («почвы не будет»), а не карательными методами. Как и Груздев, практически с первого взгляда углядел в Жеглове карьериста. Ему принадлежит высказывание «Эра милосердия», — именно такой он видит грядущую эпоху в истории человечества.
- Александра и Семён Барановы — родители пятерых шумных отпрысков. Семён — инвалид, любитель выпить и поскандалить с женой, был быстро поставлен на место Жегловым, когда тот переселился к Шарапову. Александра (Шурка) — прачка.

## Уголовники, бандиты и их подручные
- Анатолий Шкандыбин — уголовник, молодой чернявый парень. Его характер — смесь наглости, подлости и трусости. После выхода из исправительного лагеря «приблатнился» и стал наставлять «на путь истинный» желавших поскорее «стать взрослыми» мальчишек — обучать их воровскому жаргону, спаивать, угощать сигаретами, расписывать «лёгкую фартовую жизнь» и т. д.
- Сенька Тузик — вор, бандитский «шестёрка». Согласился сотрудничать с органами милиции и пообещал вывести Векшина на встречу с бандой «Чёрная кошка». «Он согласился передать бандитам, что фартовый человек ищет настоящих воров в законе, чтобы вместе сварганить миллионное дело». Сам в романе не появляется, говорит по телефону. Фокс догадался, что Сенька — сексот, но сам уже находился к тому времени под арестом.
- Васька Колодяга — грабитель. В управлении, куда его привезли на допрос, симулировал эпилептический припадок.
- Валентин Бисяев, по прозвищу Валька Копчёный — «чердачник», завсегдатай «Академии» (бильярдной в ЦПКиО им. Горького). Подарил Маньке Облигации браслет в виде ящерицы.
- Мария Афанасьевна Колыванова, по прозвищу Манька Облигация — потомственная преступница, дочь шнифера (взломщика сейфов), росла без матери. По характеристике самого Жеглова: «дама, приятная во всех отношениях». Хорошенькое личико, губы накрашены сердечком. Жёлтые локоны уложены в модную причёску «сеточка с мушками». Кукольные зелёные глаза, причём левый, на момент ареста, «украшает» наливной глянцевый фингал всех цветов радуги. Несмотря на внешность, виртуозно матерится.
- Константин Сапрыкин, по прозвищу Кирпич — 25 лет, 3 судимости. Кличку получил за необычную форму черепа. Длинное лошадиное лицо, тяжёлая челюсть, маленькие глазки, курносый нос с широкими ноздрями.
- Вера Степановна Моторина, по прозвищу Верка Модистка — модистка. Зарабатывает тем, что перешивает краденую одежду. Затем эту одежду продают на базарах торговцы-«марвихеры» (сбытчики краденного).
- Пётр Ручников, по прозвищу Ручечник — «вор-законник» с безупречной репутацией в преступных кругах (по его словам), специализирующийся на карманных кражах в учреждениях культуры и искусства Москвы и Ленинграда. Носит элегантный красивый серый костюм, белую рубашку, полосатый галстук с бриллиантовой булавкой, модные башмаки «шимми» на толстой подошве. В руке — резная палка-трость, на которую грузно опирается «для понту», поскольку совершенно здоров. Поддерживает дружеские отношения с Фоксом. Задержан вместе с подельницей 2 ноября в вестибюле ГАБТ, где в это время шло «Лебединое озеро».
- Светлана Петровна Волокушина — 23—24 года, подручная и подельница Ручечника. Очень красивая женщина, высокая, белокожая, в короне тяжёлых русых волос. Проживает в Кривоколенном переулке, в отдельной комнате с личным телефоном, обставленной дефицитными подарками от поклонников. Манеры вальяжные, ленивые. Задержана с поличным. Согласилась на сотрудничество с органами милиции в обмен на смягчение предъявленных ей обвинений.
- Екатерина Петровна Задохина — 70 лет, связная бандитов. Хозяйка личного телефона «К 4-89-18», который Шарапов нашёл в записной книжке Ручечника на букву «Ф» (Фокс).
- «Подсадная Аня» — лет двадцати двух, удлинённое белое лицо, короткий курносый нос, во рту две стальные фиксы. Крашеные светлые волосы.
- Клаша — старуха, хозяйка «хазы» в Черкизове, где квартирует банда «Чёрная кошка». Ещё крепкая женщина, «мордастая», как её назвал Шарапов. Впрочем, он же её называет ещё и «вурдалачкой».

### Банда «Чёрная кошка»
- Евгений Петрович Фокс[2] — средних лет. Высок, строен, широкая грудь, узкая талия. Пышная шевелюра чёрных вьющихся волос. Синие глаза, бледное лицо, на подбородке ямочка. В уходе за лицом предпочитает бритвенные принадлежности марки «Жиллетт». Одевается в военную форму старших офицеров из дорогого сукна, без погон. На кителе — орден Отечественной войны. Две нашивки за тяжёлые ранения (впрочем, авторы не утверждают, что Фокс действительно не был фронтовиком). Он дерзок, смел, силён и способен на поступок, любит эпатаж и жить на широкую ногу. Образованный и начитанный, знакомый как с классикой, так и с современной литературой, любит выражаться литературно, эвфемизмами и афоризмами. Холост, любит встречаться с женщинами и карточные игры. Предпочитает, чтобы его называли не по имени, а по фамилии. По всей вероятности, Фокс не входит в «блатную» иерархию, как ранее имевший несерьёзную по меркам преступного мира судимость, но при этом пользуется авторитетом у «блатных» и «законников», с которыми он имеет общие дела. Одиночка по натуре, и в банде является непостоянным, хотя и важным её членом, одновременно работает с другими ворами.
- Анна Петровна Дьячкова — 24 года, расхитительница социалистической собственности и сбытчица краденного, кокаинщица. Незамужняя, ранее не судимая. Работает завпроизводством пункта питания на Казанском вокзале. Та самая Аня, которой звонил Ручечник для связи с Фоксом. Одна из любовниц Фокса («любовь с интересом»). Сотрудники МУРа «вычислили» её, когда искали неустановленную сообщницу Фокса по имени Аня, но провести тщательную разработку не успели. Для банды она даже важнее, чем Фокс, так как через неё осуществляется сбыт награбленного имущества.
- Карп, он же Горбатый — человек средних лет с плоским лицом, горбун. Фактический главарь банды. Очень тонкие, плотно сжатые губы. Красные веки. Белые больные дёсны, полуразрушенные кариесом зубы. Длинные корявые руки, сухие пальцы. Одет в вельветовую толстовку и валенки. Когда Шарапов увидел его в первый раз, у того на коленях сидел кролик-альбинос с красными носом и алыми глазами. К концу разговора с Шараповым горбун заколол кролика вилкой со стола.
- Лошак — водитель хлебного фургона с госномером «МГ 38-03». Хрящевое длинное лицо, за которое и получил свою кличку.
- Есин — водитель «Студебеккера», убийца Векшина. Убит Жегловым во время погони за Фоксом.
- Промокашка — лет двадцати двух—двадцати пяти. Длинное лицо, вихлявые движения. На голове — крохотная кепочка-«малокопеечка».
- «Чугунная Рожа» — так прозвал этого бандита Шарапов, не слышавший, как к нему обращаются другие. Серое ноздреватое лицо, тусклые белые глаза, скрипучий голос.
- Алексей Диомидович Тягунов — красивый молодой человек, один глаз — стеклянный протез. Шарапов вспомнил, что видел его в муровской картотеке как разыскиваемого особо опасного убийцу-рецидивиста.
- Сергей Левченко — плечистый, громадных размеров, со звероватым цыганским лицом и красной кожей, ранее трижды судимый. На войне служил в штрафной роте под командованием Шарапова. Шарапов описывает эпизод, когда он с Левченко переправлялся через Вислу, чтобы добыть «языка». На обратном пути Левченко сильно ранило осколком мины в спину, он был представлен Шараповым к орденам и к снятию судимости. Затем санитарный поезд, в котором ехал лечиться Левченко, разбомбили под Брестом. Шарапов полагал, что Левченко погиб, однако погибли только его документы. Без них доказать, что искупил свою вину кровью, Левченко не смог, накричавшего на него офицера строевой части он избил и был осуждён судом военного трибунала к повторному сроку заключения, поэтому в июне 1945 года, чтобы не возвращаться обратно в ИТЛ, сбежал из-под стражи и в конце концов очутился в банде. Левченко сказал Шарапову, что не «сдал» того банде по той причине, что Шарапов вытащил его, тяжело раненого, после похода за «языком» на Висле и вообще вёл себя с подчинёнными не зазнаваясь своим командирским положением («за спины не прятался»). Шарапов собрался повторно ходатайствовать перед вышестоящими инстанциями о реабилитации боевого товарища за содействие милиции в аресте банды и собственное спасение, чтобы избавить от дальнейших злоключений, но во время ареста банды 18 ноября 1945 года Левченко, который давно утратил веру в правосудие, пустился в бегство и был убит Жегловым, — зная о меткости последнего, который мог произвести выстрел в ногу беглецу, но сознательно застрелил того наповал, Шарапов ссорится с Жегловым окончательно, после чего решает обратиться к руководству с заявлением назначить его в другое подразделение к другому начальнику.

## Эпизодические персонажи
- Александр Васильевич Ляховский — генерал-майор авиации, лётчик, Герой Советского Союза. У него угнали личный автомобиль «М-1» (эмку). Нашёл машину безвестный инспектор ОРУДа. Предприимчивый Жеглов устроил так, что генерал написал на его имя благодарственное письмо в ведомственную многотиражку «На боевом посту».
- Филимонов — инструктор по спортивно-прикладным единоборствам в обществе «Динамо». Невысокий щуплый человек, с маловыразительными интонациями речи. Увидев в Шарапове большой потенциал, предложил ему участвовать во всесоюзном первенстве по самбо среди сотрудников милиции, госбезопасности, пограничных и конвойных войск, назначенном на весну 1946 года.
- Сапожников — эксперт-трасолог научно-технического отдела. Работал с отпечатками пальцев на бутылке вина.
- Родионов — эксперт-трасолог научно-технического отдела. Работал с отпечатками зубов на плитке шоколада (стоматологическая экспертиза). Любит выражаться научно.
- Валентина Бахмутова — повариха-хлеборез в милицейской столовой.
- тётя Нюша — уборщица в здании МУРа.
- Елизар Иванович Фирсов — потерпевший. Был ранен Шкандыбиным из охотничьего ружья, из мести за то, что не давал Шкандыбину втягивать молодёжь в бандитскую группу.
- Лидочка Воробьёва — девочка 6—7 лет, чей отец пропал без вести или погиб на фронте. Квартира, где она жила вместе со своей семьёй, была обворована вошедшим к ней в доверие жуликом, представившимся сослуживцем её отца.
- Котова — девица лёгкого поведения. Носит толстую и длинную искусственную косу. Умудрилась перессорить подвыпивших посетителей ресторана, доведя их до драки.
- Фёдор Петрович Липатников — свидетель, сосед Ларисы Груздевой. Его показания легли в основу обвинения Ильи Сергеевича Груздева в убийстве Ларисы. Сутулый суетливый человечек, с длинными жёлтыми передними зубами.
- Марианна — буфетчица-развозчица в ресторане «Савой». «Красивая статная брюнетка очень важного вида, уже в годах, лет за 30, с белой заколкой на волосах, ходила по залу и катала перед собой стеклянный столик на колёсах». Была использована Фоксом как «живой щит», а затем выброшена в окно, когда тот заподозрил засаду и решил сбежать.
- Спиридон — сторож дома на Божедомке, где живёт Соболевская. На фартуке огромная жестяная бляха дворника. В зимней шапке-ушанке и валенках, подшитых кожей. Говорит тонким, скрипучим голосом. Курит невероятных размеров «козью ногу».
- Борис Николаевич Воронов — домоуправляющий дома номер семь на Божедомке, где живёт Соболевская. Потерял одну руку на фронте.
- Миляев — слесарь. Обнаружил ребёнка-подкидыша. Вместо ноги — деревянный протез, ходит в старой краснофлотской шинели.
- ребёнок-подкидыш — младенец трёхмесячного возраста, найденный слесарем Миляевым на лестничной клетке в подъезде жилого дома. Дежурившие по городу Жеглов с Шараповым прибыли по вызову на место, где уже находилась сержант Синичкина. Благодаря ребёнку состоялось первое знакомство Шарапова с Варей, между тем, самого младенца по распоряжению Жеглова передали в роддом № 7 им. Г. Л. Грауэрмана. Узнав о гибели Вари, Шарапов решает немедля усыновить ребёнка (удаётся ему это сделать или нет — неизвестно).

## Персонажи из прошлого
- мать Шарапова — погибла в 1941 году при неизвестных обстоятельствах, вероятно, во время эвакуации, место смерти и место захоронения Шарапову неизвестны.

Сослуживцы Шарапова по военной службе, кроме Левченко, которого он встретил в заключительной части повествования, периодически являются ему в воспоминаниях.
- Парахин — штрафник, тихий немолодой солдат, в прошлом вологодский конюх, в апреле 1945 года бросившийся со связкой гранат на прорвавшийся в тыл к советским позициям немецкий бронетранспортёр в Панкове во время Берлинской операции.
- Фёдор Синяев — штрафник, в прошлом уголовник, «вор-домушник» по довоенной преступной профессии. Выполнял обязанности ротного старшины.
- Савичев — майор, начальник разведки дивизии. Непосредственный командир Шарапова.
- Александр Коробков — разведчик, вместе с Шараповым и Левченко участвовал замыкающим группы в разведвыходе по захвату контрольного пленного (прикрывал отход группы с пленным).
- Валентин Федотов, Прошин и Бурыга — разведчики, погибшие во время переправы через Вислу за неделю до успешной попытки Шарапова. Тела унесены течением.

## История публикации
Несмотря на то, что большинство произведений Вайнеров выходило в издательстве «Молодая гвардия» («Часы для мистера Келли» — 1970, «Двое среди людей» — 1970, «Ощупью в полдень» — 1970, «Визит к Минотавру» — 1972, «Гонки по вертикали» — 1974), издать «Эру милосердия» одним изданием удалось лишь в Воениздате.
В журнале «Смена» (№ 15—22, 24 за 1975 год) журнальный вариант романа был опубликован под названием «Место встречи изменить нельзя».
Писатель Эдуард Хруцкий считал Глеба Жеглова отрицательным персонажем, а появление такого яркого антигероя — прорывом в советской литературе:

Вообще, ограничений было множество. <…> Для надзора за нами, писателями и журналистами, в то время существовала целая государственная система: Главлит, пресс-бюро КГБ, пресс-бюро МВД и пресс-бюро Прокуратуры СССР. Я специально рассказываю об этом цензурном маразме, чтобы было понятно: появление в литературе такого яркого антигероя, как Глеб Жеглов, — мощный прорыв братьев Вайнеров… Они уже были очень знаменитыми людьми, когда начали работать над «Эрой милосердия». Я считаю — это их главный роман. Победа над цензурой произошла ещё и потому, что роман вышел в «Воениздате». Военную цензуру не интересовал моральный облик сыщиков, их интересовало, нет ли в романе военных тайн — описания нового танка или дислокации войск. Ничего этого в романе не было. Так, впервые в детективной литературе возник образ антигероя — высокого, с тонкой талией, цыганисто-красивого Глеба Жеглова. Он сложный человек. Мог отдать свои хлебные карточки соседке, а мог взять уголовное дело, забытое другом на столе, спрятать его и весь день наблюдать, как друг мучается… Вайнеры не любили своего героя — он больше нигде никогда не появляется, а Шарапов «переселяется» в новую книгу «Гонки по вертикали»… Высоцкий сделал Жеглова другим… Песенное обаяние и мастерство актёра сделали из антигероя героя. «Вор должен сидеть в тюрьме» — это стало заповедью для многих сыщиков. Но, к сожалению, подбросить кому надо пистолет или наркотики для некоторых стало таким же обыденным делом, как для Жеглова запихнуть кошелёк в карман воришки Кости Сапрыкина, так незабываемо сыгранного Садальским.

## Экранизация
Роман экранизирован в 1979 году на Одесской киностудии — фильм «Место встречи изменить нельзя», режиссёр Станислав Говорухин. В 2020 году состоялась премьера фильма Дмитрия Шагина «Митьковская встреча эры милосердия», вдохновлённого отдельными сюжетными мотивами романа и его предыдущей экранизации.

## Культурное значение
Герой песни В. С. Высоцкого «Письмо торговца ташкентскими фруктами с Центрального рынка» отдал за роман «Эра милосердия» две дыни и килограмм гранатов.